# Conquista romana de Britania
Este artículo se refiere a la conquista iniciada en el año 43. Para otras invasiones romanas, véase Invasiones de César de Britania y Revuelta carausiana.
La invasión romana de Britania fue un esfuerzo militar y político para proyectar el poder romano en el Atlántico nororiental. Tras unas invasiones preliminares de pequeña escala en tiempos de César, los romanos invadieron Britania a la fuerza en el año 43, forzando su avance hacia el interior mediante diversas batallas contra las tribus británicas, incluyendo la batalla de Medway, la batalla del Támesis, la batalla de Caer Caradoc y la batalla de Mona. Tras un levantamiento generalizado  en el que los británicos saquearon Camulodunum, Verulamium y Londinium, los romanos aplastaron la rebelión en la batalla de Watling Street y continuaron su ofensiva hacia al norte llegando a alcanzar el centro de Caledonia en la batalla del monte Graupius. Las tribus que había en Escocia y el norte de Inglaterra actuales se sublevaron repetidamente contra el gobierno de Roma y se establecieron dos bases militares en Britania para protegerse de las sublevaciones y las incursiones desde el norte, donde las tropas romanas construyeron el muro de Adriano.

## Introducción de los romanos en Britania
Entre los años 55 a. C. y 40, la política de pago de tributos, intercambio de rehenes y vasallaje de las tribus británicas, iniciada con las invasiones romanas de Britania comandadas por Julio César durante la guerra de las Galias, se mantuvo sin sufrir apenas cambios. César Augusto preparó la invasión de la isla en tres ocasiones (34 a. C., 27 a. C. y 25 a. C.). La primera y tercera fueron abortadas por culpa de revueltas producidas en otras regiones del imperio y la segunda por culpa de que los líderes británicos parecían estar dispuestos a llegar a un acuerdo con el fin de evitar la guerra. Según la Res Gestae de Augusto, dos reyes británicos, Dumnovellauno y Tincomaro, viajaron suplicantes a Roma durante su reinado, y la Geografía de Estrabón, escrita durante este periodo, dice que Britania pagó más en tributos e impuestos de lo que podría haberle supuesto en total si la isla hubiese sido conquistada.
En la década de los años 40, la situación política dentro de Britania era muy inestable. Los catuvellaunos habían desplazado a los trinovantes como el reino más poderoso del sureste de Britania, tomando la antigua capital Trinovantiana de Camulodunum (Colchester), e iniciaron una política de presiones hacia sus vecinos los atrébates, dirigidos por los descendientes del antiguo aliado y posterior enemigo de Julio César, Comio.
Calígula planificó una campaña contra los britanos en 40, pero su ejecución fue realmente extraña: según lo que escribe Suetonio en su obra Las vidas de los doce césares, el emperador dispuso a sus tropas en formación de batalla a lo largo del canal de la Mancha y les ordenó que atacaran permaneciendo en el agua. Posteriormente ordenó que los soldados debían recoger conchas del agua como «el tributo que el océano debía a la Colina Capitolina y al Monte Palatino». Los historiadores modernos no se muestran seguros respecto de si esa acción fue un castigo a un posible motín de los soldados o consecuencia de uno de los desvaríos de Calígula. Lo cierto es que esta tentativa de invasión preparó a las tropas y facilitó la invasión de Claudio iniciada tres años después (por ejemplo, Calígula edificó un faro en Boulogne-sur-Mer, que sirvió como modelo para otro construido en 43, en Dubris).

## Preparativos de Claudio
Tres años después de la fallida invasión de Calígula, su sucesor en el trono, el emperador Claudio, probablemente utilizando las tropas de su predecesor, formó una fuerza invasora para rehabilitar en el trono a Verica, un rey exiliado de los atrébates. Aulo Plaucio, un importante senador, fue puesto al mando de cuatro fuertes legiones que sumaban un total de 20 000 soldados sin contar a los auxiliares, con los que sumarían aproximadamente 40 000 a 45 000. Las legiones de Plaucio fueron las siguientes:
- Legio II Augusta
- Legio IX Hispana
- Legio XIV Gemina
- Legio XX Valeria Victrix

La II Augusta es famosa por haber sido comandada por el futuro emperador Vespasiano. Según los escritos antiguos, otros tres hombres de rango consular fueron nombrados comandantes de la fuerza de invasión. Cneo Hosidio Geta, fue designado probablemente como comandante de la IX Hispana. El hermano de Vespasiano Tito Flavio Sabino es mencionado junto con Geta por el historiador Dión Casio (Casio dice que Sabino era lugarteniente de Vespasiano, pero como Sabino era el hermano mayor y precedió a Vespasiano en el cursus honorum, fue seguramente tribuno militar). Según Eutropio, Cneo Sencio Saturnino fue en su condición de antiguo cónsul, pero al ser demasiado mayor es probable que acompañara a Claudio cuando este desembarcó en la isla.

## Cruce e invasión
La fuerza principal de invasión de Plaucio partió en tres divisiones. Generalmente, se cree que el puerto desde que partió el ejército romano fue Boulogne, y que el principal punto de desembarco se localizó en Rutupiae (Richborough, en la costa este de Kent). Sin embargo, no está demostrado que estos dos lugares sean ciertos. Dión Casio no menciona el nombre del puerto de partida, y aunque Suetonio sí dice que la fuerza secundaria partió bajo el mando de Claudio desde Boulogne, eso no significa necesariamente que la fuerza de invasión entera partiera desde allí. Por su parte, Richborough cuenta con un gran puerto natural, que habría sido adecuado, y muestra restos arqueológicos romanos que indican una ocupación militar en ese momento. Sin embargo, Dión Casio alega que los romanos partieron del este hacia el oeste, y un viaje de Boulogne a Richborough supondría un desplazamiento de sur a norte. Algunos historiadores sugieren que la fuerza invasora navegó desde Boulogne hacia Solent, desembarcando en las cercanías de Noviomagus (Chichester) o Southampton, en territorio gobernado oficialmente por Verica. Una explicación alternativa propone un viaje desde el Rin hacia Richborough, que supondría un desplazamiento de este a oeste.

## Derrota de la resistencia sur

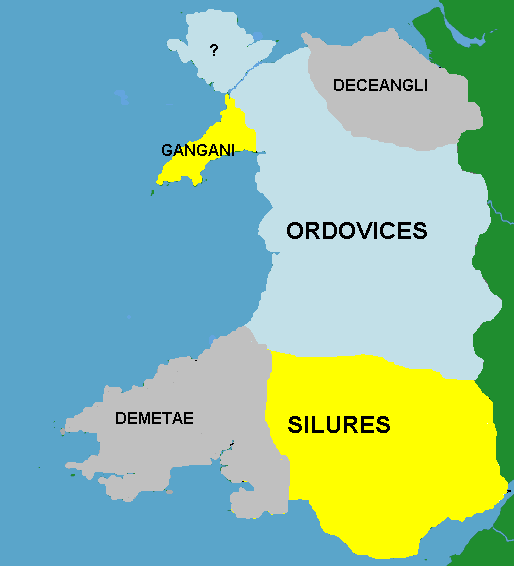
Tribus de Gales durante la invasión romana. La posición exacta de las fronteras es motivo de debate.

La resistencia de los britanos estuvo dirigida por los líderes Togodumno y Carataco, hijos del rey de los catuvellaunos, Cunobelino. Una importante fuerza británica se enfrentó a los invasores romanos en las inmediaciones de Rochester, en el río Medway. La batalla se prolongó durante dos días. El general romano Hosidio Geta fue capturado durante la contienda, pero fue rescatado y desequilibró la contienda a favor de los romanos, siendo recompensado con un triunfo al regresar a Roma.

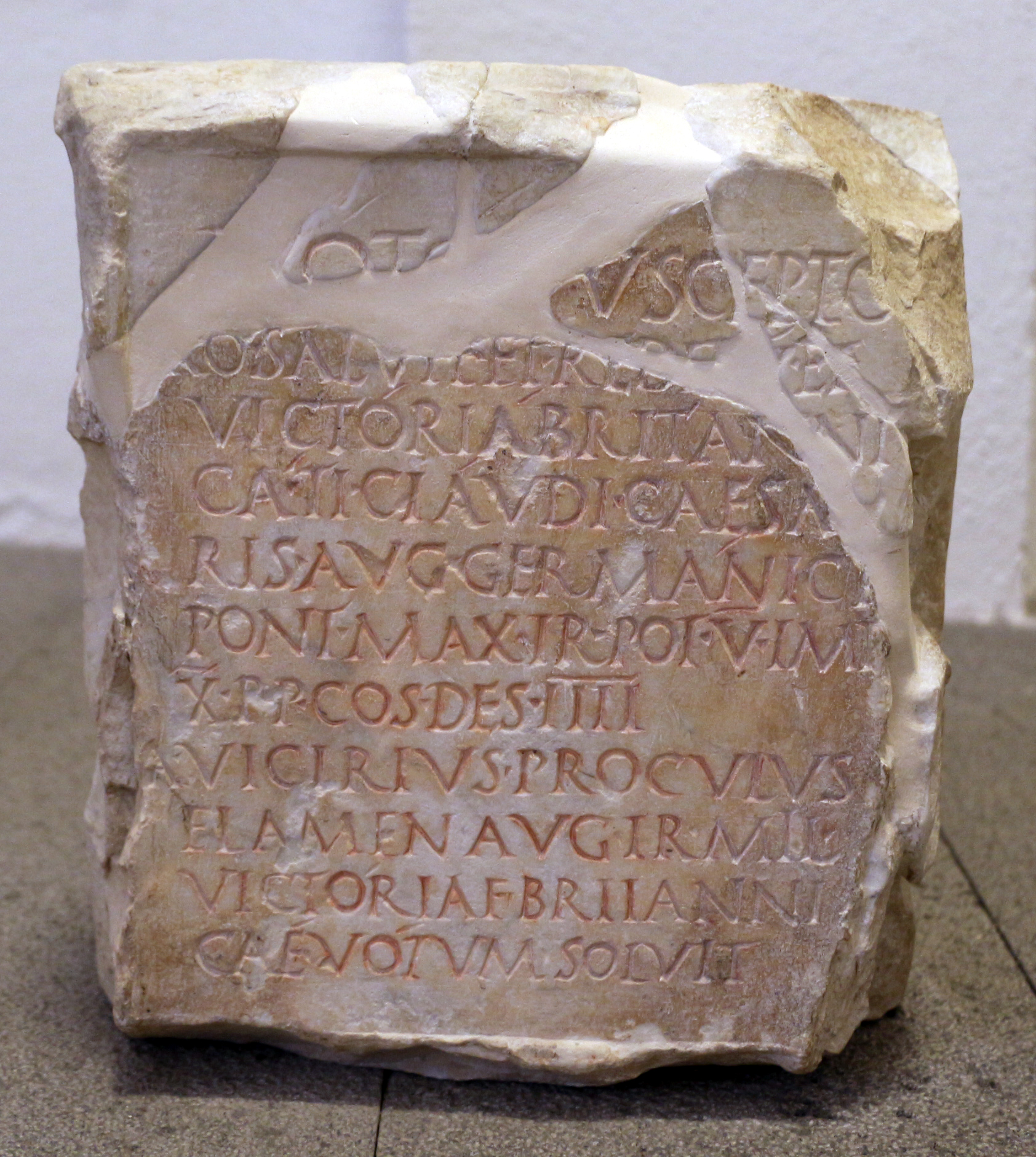
Inscripción honoraria procedente de Rusellae (Roselle, Italia) dedicada al emperador Claudio en honor de la victoria británica.

Los británicos retrocedieron hacia el río Támesis con el ejército romano persiguiéndoles a lo largo del río y causándoles numerosas bajas cuando atravesaban el territorio de Essex. Se desconoce si para este fin los romanos construyeron un puente fijo o si lo edificaron de forma temporal, aunque se sabe con certeza que al menos una división de auxiliares batavios cruzó el río y constituyó una fuerza independiente; por lo tanto, está clara la existencia del mismo.
Cuando el líder britano Togodumno murió tras la debacle del Támesis, Plaucio detuvo su ofensiva y envió un mensaje a Claudio pidiendo que se le uniera para dirigir la ofensiva final. Dión Casio escribe que Plaucio necesitaba del apoyo de Claudio para derrotar el resurgimiento de los britanos que estaban decididos a vengar la muerte de Togodumno. Sin embargo, Claudio no era militar. El Arco de Claudio dice que el emperador recibió la rendición de once líderes de la resistencia britana sin sufrir una sola pérdida. Suetonio dice que Claudio recibió la rendición de los britanos sin estar presente en una sola batalla.
Es probable que los catuvellaunos estuvieran ya al borde de la derrota por la habilidad militar de Plautio, lo que permitió a Claudio aparecer como el vencedor en la marcha final sobre Camulodunum. Dión Casio relata que Claudio trajo de las lejanas regiones del Imperio elefantes de guerra, (aunque no se han descubierto restos de ellos en Gran Bretaña), y armamento pesado que impidió un nuevo rebrote de los insurgentes nativos. Once líderes del sudeste de Britania se rindieron al emperador, y este regresó a Roma junto a Camuloduno para celebrar su victoria. Carataco por su parte escapó y continuó resistiendo a los invasores desde el lejano oeste. En conmemoración de la victoria de Claudio, el hijo del emperador, Británico fue recompensado con el título honorífico de Británico.

## Años 44-60

Tribus celtas del sur de Inglaterra.

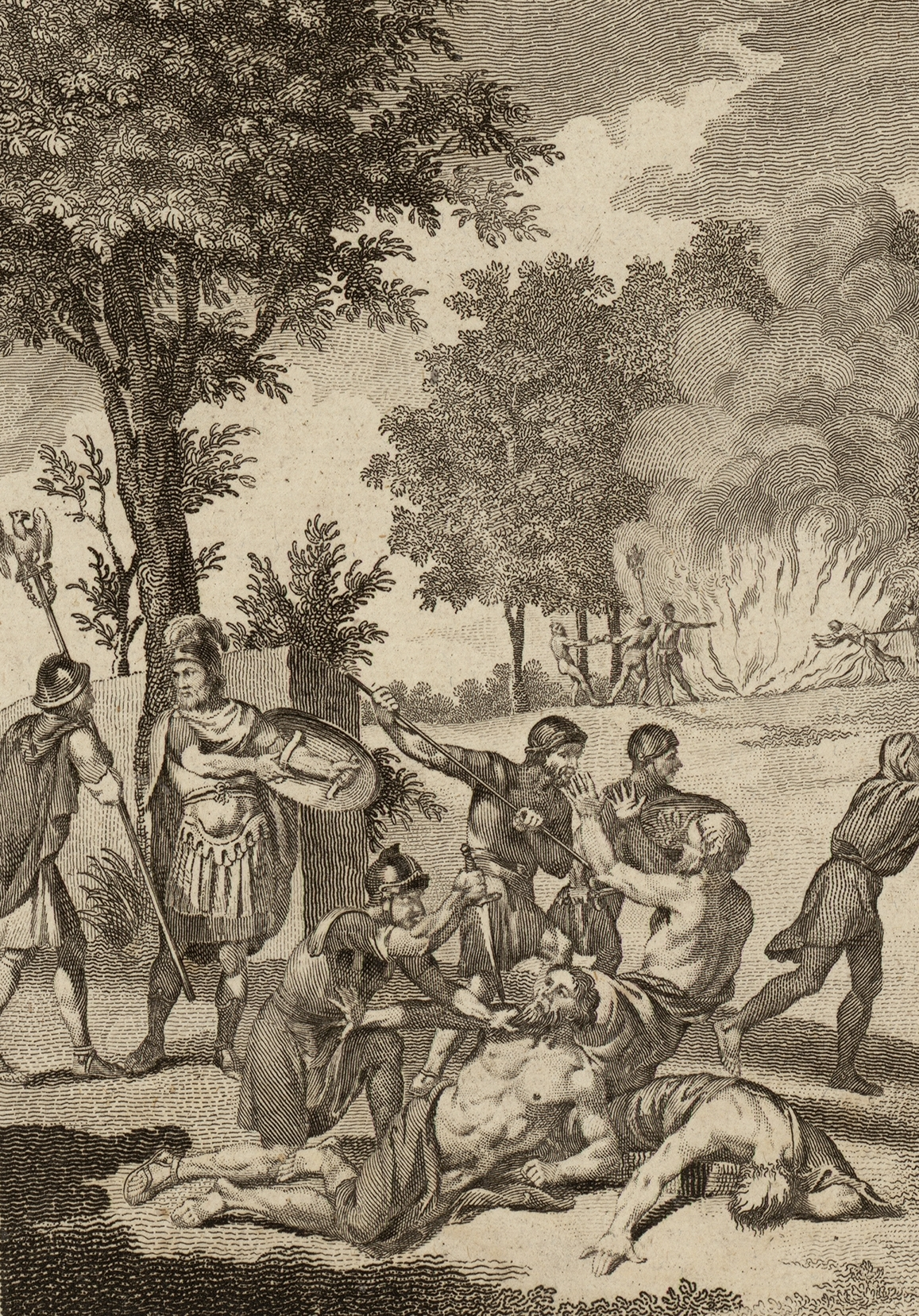
Soldados romanos masacrando a los druidas en Anglesey

En el año 44, el general Tito Flavio Vespasiano asumió el mando de una pequeña fuerza y marchó hacia el oeste subyugando a las tribus y capturando una serie de oppida a lo largo de su camino. La marcha de Vespasiano llegó al menos hasta Exeter y, probablemente, alcanzó la región de Bodmin. La Legio IX Hispana fue enviada hacia el norte, hacia Lincoln y, tras cuatro años de invasión, es probable que el área alrededor de Humber hasta el río Severn cayera bajo el control romano. La situación de la calzada romana conocida como Fosse Way ha llevado a muchos historiadores a debatir el papel de la ruta como una frontera durante la primera ocupación. Es más probable que la frontera entre los romanos y los britanos fuera menos fija y más cambiante durante este periodo.
A finales de 47, el nuevo gobernador de Britania, Publio Ostorio Escápula, inició una campaña contra las tribus asentadas en lo que hoy es Gales y Cheshire Gap. La tribu de los siluros, asentada en la región del sureste de Gales, causó considerables problemas a Escápula y defendió con firmeza la frontera galesa situada en las proximidades de su territorio. El propio Carataco fue derrotado en un encuentro y huyó hacia el territorio de los brigantes, que ocuparon los Peninos. La reina de este pueblo, Cartimandua, estaba poco dispuesta a batallar con los romanos y decidió firmar un tratado de paz con ellos por el cual ella les entregaba a Carataco y ellos se comprometían a apoyarla militarmente, hasta que en el periodo de inestabilidad que siguió a la muerte de Nerón, perdió el trono a manos de su exmarido. Cuando Ostorio murió, fue reemplazado por Aulo Didio Galo, que penetró en la frontera galesa, tomándola pero sin poder llegar más lejos, probablemente porque Claudio quería evitar a toda costa una dura guerra de desgaste con el objetivo de abrirse camino a través del montañoso territorio británico.  Cuando Nerón ascendió al trono tras la muerte de Claudio en 54, parecía decidido a continuar la invasión de la isla y nombró a Quinto Veranio como gobernador de la provincia, un hombre con experiencia en tratar con las belicosas tribus de Asia Menor.
Veranio y su sucesor, Cayo Suetonio Paulino dirigieron con éxito una campaña a lo largo del territorio de Gales, famosa por destruir la resistencia de los druidas al capturar sus capitales de Mona (Anglesey) en 60. La ocupación final de Gales fue detenida a causa de la rebelión de la reina Boudica, cuyas tropas obligaron a los romanos a retroceder hacia el sureste. Los siluros no fueron conquistados por completo hasta el año 76, tras una larga y dura campaña dirigida por el general romano Sexto Julio Frontino.

## Años 60-96

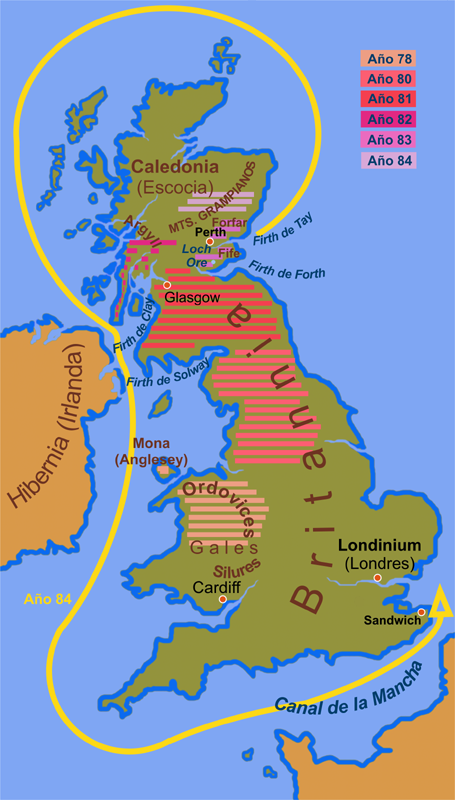
Mapa de las campañas de Agrícola en Britania
en los años 78-84..

Tras la derrota de los insurgentes britanos al mando de la reina Boudica en la batalla de Watling Street, los siguientes gobernadores enviados por Roma para gobernar la provincia continuaron su conquista avanzando hacia el norte. 
Cartimandua fue obligada a pedir apoyos a los romanos para que la ayudaran a enfrentarse a la rebelión de su marido Venutius. Quinto Petilio Cerial tomó unas cuantas legiones estacionadas en Lincoln y avanzó hasta llegar a York. Las legiones se enfrentaron y derrotaron a Venutio en las inmediaciones de Stanwick, alrededor del año 70. Como resultado, la tribu de los brigantes fue totalmente romanizada. 
Sexto Julio Frontino fue enviado a gobernar la provincia romana de Britania en 74 en sustitución de Quinto Petilio Cerial. El nuevo gobernador subyugó a la tribu de los siluros y a los pueblos hostiles a Roma que se asentaban en el territorio de Gales, estableciendo su campamento base en Caerleon, guarneciéndolo con la Legio II Augusta y estableciendo una serie de pequeñas fortalezas situadas a unos 15-20 km de distancia entre ellas. Durante su mandato, se estableció una fortaleza en Pumsaint, al oeste de Gales, en gran parte con el objetivo de explotar los recursos auríferos de Dolaucothi. Frontino se retiró de la provincia en 78 y para ser nombrado comisionado de aguas (curator aquarum) de Roma al volver a la Urbe. 
El famoso general Cneo Julio Agrícola fue nombrado en sustitución de Frontino. El nuevo gobernador de la isla derrotó a los ordovicos en Gales y, posteriormente, tomó el mando de una pequeña fuerza, marchando hacia el norte donde construyó a su paso una serie de calzadas a lo largo de los Peninos. Edificó una fortaleza legionaria en Chester para la Legio XX Valeria Victrix, un fuerte auxiliar en Segontium y empleó tácticas deleznables en algunas ocasiones con el objetivo de obtener la rendición de la población britana motivada por el miedo. En 80, Agrícola ya había llegado hasta el río Tay, iniciando en la zona la construcción de la fortaleza de Inchtuthil, que se hubiera convertido en el mayor fuerte del mundo romano si se hubiera terminado. Agrícola obtuvo una decisiva victoria contra la Confederación de Caledonia liderada por Calgaco en la batalla del Monte Graupio. Generalmente se había creído que la batalla se libró en la zona de Bennachie, en Aberdeenshire, aunque recientes estudios sugieren que podría haber tenido lugar en Moncrieffe, en Perthshire. Tras la victoria, Agrícola ordenó a su flota navegar hacia el norte de Escocia con el fin de recibir la rendición de las Órcadas, llegando en su avance hacia el norte a establecer puestos militares en torno al fiordo de Moray, como el de Cawdor.
A pesar de sus victorias, Julio Agrícola fue llamado a Roma por el emperador Domiciano y reemplazado por una serie de sucesores ineficaces que no fueron capaces de subyugar a sus enemigos y continuar el avance hacia el norte. La fortaleza de Inchtuthil fue desmantelada antes de que se finalizara su construcción y, en su lugar, se erigieron otras fortificaciones en Gask Ridge, en Perthshire, construidas con el fin de consolidar la presencia romana en la zona de Escocia.
Tras la debacle del Monte Graupio, es probable que los britanos optaran por abandonar la zona debido a que los costes de la guerra superaban cualquier beneficio que pudieran obtener, y era más rentable ceder a los romanos el control de la zona a pesar de dejar sin apoyos a los caledonios.

## Fracaso en la conquista de Caledonia (Escocia)

Localización de los muros de Adriano y Antonino.

Tras la salida de Agrícola, los romanos fueron retirándose de manera progresiva tras los limes que habían construido en la parte central de la isla, conocidos generalmente con el nombre genérico de muralla de Adriano. 
Los romanos intentaron avanzar sus posiciones hacia el norte, entre los ríos Clyde y Forth en 142, cuando la muralla de Antonino fue construida. Sin embargo, tras dos décadas de repetidos fracasos, las legiones abandonaron su ofensiva y se retiraron tras la sección de la muralla de Adriano que se situaba entre las regiones del río Tyne y el área fronteriza del fiordo de Solway. A pesar de esta aparente retirada, las tropas romanas intentarían penetrar en Escocia varias veces más, de hecho, la mayor densidad de campamentos romanos de Europa se encuentra en Escocia, como resultado de las cuatro ocasiones en las que el Imperio romano intentó someter a la belicosa región. 
La más importante de estas invasiones tuvo lugar en 209, cuando el emperador Septimio Severo, alegando la intolerable beligerancia de la tribu Maeatae, inició una campaña contra la Confederación de Caledonia. Para su campaña, el emperador tomó el mando de tres legiones veteranas estacionadas en la isla y 9000 soldados imperiales apoyados por numerosa caballería y auxiliares suministrados por vía marítima por la flota británico-romana y las flotas del Danubio y del Rin. El conflicto fue extremadamente sangriento, y ambos bandos sufrieron cuantiosas bajas. Septimio Severo se vio obligado a retroceder tras su muralla tras perder a 50 000 de sus propios hombres. Mientras firmaba el tratado de paz con los enemigos britanos, Severo se dedicó a reformar la muralla de Adriano tan profusamente que algunos historiadores le han atribuido su construcción. Durante las negociaciones para firmar una tregua necesaria para asegurar a los romanos retirarse sin miedo a ser hostigados por los britanos tras la muralla de Adriano, se emitió el primer comentario del que se tenga registros; el mismo se le atribuye, con bastante seguridad, a un nativo de Escocia (tal y como menciona Dión Casio). Cuando la esposa del emperador, Julia Domna, criticó las costumbres sexuales de las mujeres caledonias, una de las esposas de los líderes britanos, Argentocoxos, la replicó de la siguiente manera: «Nosotras nos casamos con los mejores hombres mientras vosotras os tenéis que conformar con los peores».
El emperador Severo murió en York en el año 211, cuando planeaba retomar las hostilidades contra las tribus britanas, pero sus planes fueron abandonados por su hijo Caracalla después de llegar hasta Cawdor y Portmahomac. Las últimas incursiones de los romanos hacia el interior de Escocia se limitaron a simples misiones de exploración, al establecimiento de contratos comerciales, a la firma de tratados y, finalmente, a la propagación del cristianismo. El grado en que los romanos interactuaron con la Isla de Hibernia es una cuestión que es aún muy discutida por los modernos arqueólogos de Irlanda. 
Los éxitos y fracasos de los romanos en someter a la isla de Britania están todavía presentes en la geografía política de las islas británicas, donde la separación entre Escocia e Inglaterra coincide prácticamente con la ubicación de la muralla de Adriano.